# Владимировка (Окнянский район)
Владимировка (укр. Володимирівка) — село, относится к Окнянскому району Одесской области Украины.
Население по переписи 2001 года составляло 251 человек. Почтовый индекс — 67931. Телефонный код — 4861. Занимает площадь 2,03 км². Код КОАТУУ — 5123180402.

## Местный совет
67941, Одесская обл., Окнянский р-н, с. Антоновка